# Dwayne Schintzius
Dwayne Kenneth Schintzius (ur. 14 października 1968 w Brandon, zm. 15 kwietnia 2012 w Tampie) – amerykański koszykarz, występujący na pozycji środkowego.
W 1986 został zaliczony do IV składu Parade All-American. Wystąpił też w meczu gwiazd amerykańskich szkół średnich – McDonald’s All-American.
W 1996 zagrał rolę koszykarza – Iwana Radowadowicza w komedii Eddie.

## Osiągnięcia
Na podstawie, o ile nie zaznaczono inaczej.
NCAA
- Mistrz sezonu regularnego konferencji Southeastern (SEC – 1989)
- Uczestnik rozgrywek:
  - Sweet 16 turnieju NCAA (1987)
  - II rundy turnieju NCAA (1987, 1988)
  - turnieju NCAA (1987–1989)
- Lider SEC w:
  - średniej bloków (1987 – 2,8, 1988 – 2,6)
  - liczbie bloków (1987 – 96, 1988 – 90)

Reprezentacja
- Wicemistrz świata U-19 (1987)